# Grande anglo-francês branco e laranja
A grande anglo-francês branco e laranja[Nota] (em francês:  Chien Français Blanc et Orange), também chamada grande sabujo francês branco e laranja, é uma raça de cachorro forte e robusta. Nestes cães nota-se mais a linha de sangue inglesa que em seu homólogo tricolor, o grande algo-francês tricolor. De pêlo curto e não muito grosso, suas fêmeas têm o mesmo tamanho que os machos, assim como nos branco e laranja franceses. Sua cauda é longa e espigada e seu pescoço é reto e apresenta uma ligeira barbela.